# Систематика богомолів
Систематика богомолів є розділом систематики комах, у рамках якого вивчається групування богомолів у родини, підродини, триби, роди та інші групи в межах ряду, зв'язки між сучасними та вимерлими групами богомолів, еволюційне походження цих груп.

## Історія дослідження
Рід Mantis виділив ще Карл Лінней 1767 року та відніс туди найбільш поширених у Західній Європі богомолів: богомола звичайного та Iris oratoria, щоправда, разом з паличниками. П'єр Андре Латрей підніс рівень групи до родини богомолові 1802 року. Герман Бурмайстер 1838 року розглядав уже 4 родини, додавши Empusidae, Harpagidae and Acanthopsidae. Італійський зоолог Ерманно Джильйо-Тос на початку XX століття заклав основи сучасної систематики богомолів, розділивши єдину родину богомолові на 32 родини та 110 триб. Натомість уже 1930 австрійський ентомолог Антон Гандлірш запропонував відокремити родину Chaeteessidae.
1949 року Люсьєн Шопар запропонував систему богомолів, за якою ряд було розділено на 13 родин. Макс Беєр 1964 року запропонував нову систему з 8 родин, доповнену Ерманном і Руа 2002 року до 15. До останньої Отте додав ще 2 вимерлі родини богомолів.
Традиційні системи базувалися на зовнішніх морфологічних ознаках, які не враховували високий рівень конвергенції внаслідок паралельної еволюції між різними групами богомолів. Через це значна частина традиційних родин та дрібніших таксономічних груп лишалися поліфілетичними. Поширення молекулярно-генетичних методів дослідження богомолів на початку XXI століття призвело до виділення нових груп. Наприклад, у 2015 році з родини Hymenopodidae виділено родину Galinthiadidae. У 2018 році Віланд і Свенсон підсумували розділяти ряд на 21 сучасну родину, причому 41 рід не вдалося віднести до жодної з них.
2019 року Шварц і Руа запропонували нову систему класифікації богомолів з використанням морфології геніталій, хромосомного набору та молекулярно-генетичних даних, у якій ряд поділяється на 29 родин із 60 підродинами. Утім, імовірно, й ця система є не остаточною, оскільки дослідження систематичного положення богомолів активно тривають

## Система Шопара 1949
- Amorphoscelidae
- Mantoididae
- Eremiaphilidae
- Orthoderidae
- Choeradodidae
- Deroplatyidae
- Thespidae
- Mantidae
- Metallyticidae
- Hymenopodidae
- Toxoderidae
- Vatidae
- Empusidae

## Система Беєра 1964
- Chaeteessidae
- Metallyticidae
- Mantoididae
- Amorphoscelidae
- Eremiaphilidae
- Hymenopodidae
- Mantidae
- Empusidae

## Система Ерманна й Руа 2002
- Acanthopidae
- Amorphoscelidae
- Chaeteessidae
- Empusidae
- Eremiaphilidae
- Hymenopodidae
- Iridopterygidae
- Liturgusidae
- Mantidae
- Mantoididae
- Metallyticidae
- Sibyllidae
- Tarachodidae
- Thespidae
- Toxoderidae

## Система Шварца й Руа 2019
- Chaeteessoidea
  - Chaeteessidae
- Mantoidoidea
  - Mantoididae
- Metallyticitoidea
  - Metallyticidae
- Thespoidea
  - Thespidae
- Acanthopoidea
  - Angelidae
  - Coptopterygidae
  - Liturgusidae
  - Photinaidae
  - Acanthopidae
- Chroicopteroidea
  - Chroicopteridae
- Nanomantoidea
  - Leptomantellidae
  - Amorphoscelidae
  - Nanomantidae
- Gonypetoidea
  - Gonypetidae
- Epaphroditoidea
  - Majangidae
  - Epaphroditidae
- Haanoidea
  - Haaniidae
- Eremiaphiloidea
  - Rivetinidae
  - Amelidae
  - Eremiaphilidae
  - Toxoderidae
- Hoplocoryphoidea
  - Hoplocoryphidae
- Miomantoidea
  - Miomantidae
- Galinthiadoidea
  - Galinthiadidae
- Hymenopodoidea
  - Empusidae
  - Hymenopodidae
- Mantoidea
  - Dactylopterygidae
  - Deroplatyidae
  - Mantidae